# 아락
아락(Arrack)은 인도, 스리랑카, 동남아시아에서 일반적으로 생산되는 증류주로, 코코넛 꽃이나 사탕수수의 발효 수액으로 만들어지며 원산지에 따라 곡물(예: 붉은 쌀)이나 과일도 있다. 그것은 아라크라고 불리는 아니스향의 증류주와 혼동되어서는 안된다.
서로 매우 다른 두 가지 기본 스타일의 아락이 있다. 바타비아 아락은 종종 색이 선명하지만 진한 럼주와 더 유사한 풍미를 가지고 있으며 발효된 붉은 쌀로부터 독특한 냄새가 부여된다. 반대로 실론 아락은 더 세련되고 미묘한 증류주이다. 코냑과 럼의 특징과 섬세한 꽃향이 풍부하게 느껴진다. 두 가지 스타일 모두 지역 시민이 "집에서" 만들며 밀주와 더 비슷할 수 있다.

## 같이 보기
- 아라크
- 페니 (술)
- 야자술

## 참고 문헌
- Dobbin, Christine E. (1996). 《Asian entrepreneurial minorities: conjoint communities in the making of the world-economy 1570-1940》. Taylor & Francis. ISBN 978-0-7007-0404-0.
- Lopez, Robert S. (1990). 《Medieval Trade in the Mediterranean World》. United States: Columbia University Press. ISBN 978-0-231-12357-0.
- Merrillees, Scott (2015). 《Jakarta: Portraits of a Capital 1950-1980》. Jakarta: Equinox Publishing. ISBN 9786028397308.